# Alambadi, Bangarapet
Alambadi là một làng thuộc tehsil Bangarapet, huyện Kolar, bang Karnataka, Ấn Độ.